# Mühlenkopf
Der Mühlenkopf bei Stryck im Upland ist eine etwa 815 m ü. NHN hohe Erhebung des Rothaargebirges im nordhessischen Landkreis Waldeck-Frankenberg (Deutschland).
An der Erhebung befindet sich die Mühlenkopfschanze. Seit seiner Eröffnung im Jahr 2023 erstreckt sich der Skywalk Willingen hinüber zum Musenberg.

## Geographie

### Lage
Der Mühlenkopf liegt im Nordostteil des Rothaargebirges im Naturpark Diemelsee. Sein Gipfel erhebt sich etwa 2,5 km südlich der Kernstadt von Willingen und 1,5 km (jeweils Luftlinie) südwestlich des Willinger Ortsteils Stryck. Er ist ein nordöstlicher Vorreiter des Hegekopfs (842,9 m) und ein südsüdöstlicher des Ettelsbergs (837,7 m). Östlich vorbei an der bewaldeten Erhebung fließt der Diemel-Zufluss Itter. Zwischen Mühlen- und Hegekopf treffen mehrere Wanderwege und Pfade strahlenförmig auf einer 798 m hoch gelegenen Wegekreuzung an der „Großen Grube“ aufeinander.

### Naturräumliche Zuordnung
Der Mühlenkopf gehört in der naturräumlichen Haupteinheitengruppe Süderbergland (Nr. 33) in der Haupteinheit Rothaargebirge (mit Hochsauerland) (333) und in der Untereinheit Winterberger Hochland (333.5) zum Naturraum Langenberg (333.58). Die Landschaft fällt nach Nordosten in den zur Untereinheit Upland (333.9) zählenden Naturraum Inneres Upland (333.90) ab.

## Schutzgebiete
Auf der Ostflanke des Mühlenkopfs liegt das Naturschutzgebiet Grebensteine bei Willingen (CDDA-Nr. 163314; 1985 ausgewiesen; 12 ha groß). Nach Süden und Südosten fällt die Landschaft in das NSG Alter Hagen bei Willingen (CDDA-Nr. 162112; 1989; 1,43 km²) ab. Nach Süden und Osten fällt sie in das Fauna-Flora-Habitat-Gebiet Naturschutzgebiet-Komplex bei Willingen (FFH-Nr. 4717-301; 1,82 km²) ab.

## Mühlenkopfschanze
Auf dem Nordosthang des Mühlenkopfs steht südwestlich von Stryck auf etwa 700 m Höhe die Mühlenkopfschanze, eine Skisprungschanze der Kategorie K 130, die derzeit die größte Großschanze der Erde ist. Dort wurden bereits zahlreiche internationale Wettbewerbe durchgeführt.

## Verkehr und Wandern
Knapp 2 km (Luftlinie) nordöstlich des Mühlenkopfgipfels verläuft im Abschnitt Willingen–Stryck–Wakenfeld–Usseln die Bundesstraße 251, an der nahe einer auf 609,8 m Höhe gelegenen Straßenstelle zwei Großparkplätze für Wanderer liegen. Von dort kann über Stryck und vorbei an der Mühlenkopfschanze, wo sich ein weiterer Parkplatz befindet, der Mühlenkopf erreicht werden. Östlich führen der Uplandweg und der Upland-Weserbergland-Weg entlang der Itter.